# Куксенко, Павел Николаевич
Павел Николаевич Ку́ксенко (24 апреля 1896, Москва, Российская империя — 17 февраля 1982, Москва, СССР)  — советский военный деятель и  учёный, разработчик систем ПВО. Лауреат двух Сталинских премий (1946, 1953), генерал-майор инженерно-технической службы (16.11.1950), член-корреспондент Академии артиллерийских наук (19.12.1949),  доктор технических наук (1947), профессор (1949).

## Биография
Родился 12 (24) апреля 1896 года в Москве. С 1913 года - студент физико-математического факультета Ленинградского государственного университета. С мая 1916 года - юнкер Александровского военного училища. С декабря 1916 года после производства в прапорщики назначен в 1-ю радиотелеграфную роту Запасного электротехнического батальона. С января 1917 года - слушатель сокращенных радиотехнических курсов Офицерской электротехнической школы. С августа 1917 года - в действующей 6-й армии Румынского фронта: начальник радиотелеграфного отделения при штабе речных сил Дуная. С ноября 1917 года - на излечении после ранения в госпиталях Измаила, Москвы. Последнее звание в российской армии - подпоручик. В июне 1918 года после лечения освобожден от военной службы.
В Красной армии с июля 1918 года: начальник радиостанции 2-го полевого радиотелеграфного отделения инспекции Северного фронта. С февраля 1919 года - начальник 1-й пеленгаторной радиостанции инспекции Западного фронта. С октября 1919 года - преподаватель, с августа 1920 года - начальник полевой радиотелеграфной учебной команды Западного фронта. С февраля 1921 года - старший радиолаборант в Высшей школе связи командного состава РККА. С августа 1923 года  -инженер-конструктор, а с декабря 1923 года  - заведующий радио-лабораторией Научно-испытательного института связи РККА. С декабря 1924 года  - постоянный член Радиосекции Технического комитета Военно-технического управления РККА. С 1925 года  - преподаватель, профессор Высшей школы связи в Москве и одновременно начальник отдела Научно-испытательного института связи РККА. В 1931 года  арестован органами ОГПУ, но вскоре оправдан и в звании капитана государственной безопасности направлен ведущим конструктором в Центральную радиолабораторию НКВД в Москве.
В 1931—1954 гг. находился на работе в органах ОГПУ-НКВД-МГБ-КГБ. Участвовал в создании первой советской самолётной радиостанции РСБ-5. В 1937 году в связи с отказом радиостанции самолёта В. С. Гризодубовой во время дальнего рекордного полета был  вторично арестован.  В апреле 1939 года  из-под ареста освобожден без предъявления обвинения и назначен старшим инженером 7-го отделения 2-го специального отдела НКВД СССР. С декабря 1941 года  - старший инженер - руководитель группы 4-го специального отдела НКВД, главный конструктор Центральной радиолаборатории НКВД, в 1946-1947 гг. был  руководителем дипломной работы С. Л. Берии, сына Л. П. Берии. С сентября 1947 года  — начальник и главный конструктор Специального бюро № 1 Министерства вооружения. С августа 1950 года  - главный конструктор Конструкторского бюро № 1 Министерства вооружения по разработке системы ПВО Москвы и Московского промышленного района «Беркут». В сентябре 1947 года полковник инженерно-технической службы Куксенко назначен директором специального бюро «СБ № 1 МВ» (организовано в целях повышения эффективности действий бомбардировочной авиации по кораблям противника постановлением Совета Министров СССР от 8 сентября 1947 года) и главным конструктором системы КС-1 «Комета» — противокорабельной крылатой ракеты воздушного базирования. В 1950 году СБ № 1 преобразовано в КБ-1 Третьего главного управления при СМ СССР (ныне ГСКБ «Алмаз-Антей»), Куксенко и С. Л. Берия назначены его главными конструкторами. КБ-1 под руководством Куксенко вело разработку зенитной ракетной системы ПВО С-25 «Беркут».
С августа 1953 года  - заместитель главного инженера КБ-1 по научной работе. С сентября 1967 года  - научный руководитель отдела научно-технической информации Центрального конструкторского бюро «Алмаз». С декабря 1978 года  - на пенсии.
Крупный ученый в области радиосвязи и радиолокации. Автор 6 монографий и более 50 научных статей, целого ряда изобретений и оригинальных разработок в области радиоприема и радиолокации, которые защищены 9 патентами и большим количеством авторских свидетельств на изобретения. Один из пионеров отечественной радиолокации (в 1919 г. создал радиопеленгатор). Является автором коротковолновой аппаратуры для связи с Китаем (1927-1928), переносной станции УКБ для обслуживания парадов (1933), радиоаппаратуры дальней связи и навигации для скоростных перелетов летчика В. К. Коккинаки (1940), радиоприемников РСИ-16 (малютка) для истребителей, УС-3 для бомбардировщиков, радиолокационных станций перехвата ПНБ-2 и ПНБ-4 для ночных истребителей, радиоаппаратуру для партизанских отрядов. Главный конструктор системы управляемого ракетного оружия «Комета» (система состояла из самолёта-носителя и запускаемого с него управляемого по радио самолёта-снаряда на морскую цель) и системы ПВО «Беркут». Вел разработки средств поражения управляемого ракетного оружия класса «воздух-море», «воздух-земля», «берег-море». Некоторое время был консультантом лаборатории журнала «Радиолюбитель», автор популярных брошюр и многочисленных статей в «Радиолюбителе».
Умер 17 февраля 1982 года. Похоронен в Москве на Введенском кладбище (2 уч.).

## Награды и премии
- два ордена Ленина (1953[3], 1955[3][4])
- орден Красного Знамени (1950)[3][4]
- два ордена Трудового Красного Знамени (1940[3], 1956[3])
- два ордена Красной Звезды (1943[3], 1945[3][4])
  - медали в том числе:
  - «За боевые заслуги» (1967)[3][5]
  - «За победу над Германией в Великой Отечественной войне 1941—1945 гг.» (1945)[3]
- Сталинская премия третьей степени (1946) — за создание нового типа радиоаппаратуры (прицел бомбардировщика)
- Сталинская премия первой степени (1953) —  за успешное выполнение правительственного задания по созданию новых образцов вооружения (ракетная система «Комета»). Совместно с С. Л. Берией. Награждение осуществлено постановлением Совета министров СССР, вышедшим под грифом «Совершенно секретно, особая папка»[6][7].

## Труды
- Быстродействующие буквопечатающие аппараты Крида и их использование в радиотелеграфе. М., 1928. 60 с.;
- Направленный радиоприем. М., 1930. 156 с.;
- Расчеты в ламповых приемниках. М., 1930. 37 с.;
- Направленный радиоприем. Изд. 2-е. М.: Госвоениздат, 1932. 124 с.;
- Заграничные вещательные приемники и лампы. М., 1935. 59 с. (соавторы Кубаркин Л. В., Шевцов А. Ф., Гинзбург 3. Б., Зарва В. А., Спижевский И. И.);
- Автоматические регулировки в радиовещательных приемниках. М.: Радиоиздат, 1937. 82 с.;
- Пентоды. М.: Радиоиздат, 1937. 165 с.;
- Статьи по радиотематике и радиолокации для «Технической энциклопедии» и 4-томного «Физического словаря»;
- Автоматическая радиотелеграфия. М.: Связьиздат, 1939. 164 с.;
- Замечательные успехи отечественной ракетной техники // Вестник противовоздушной обороны. 1960. № 11. С. 27-30.